# Bruce Greig
Bruce Greig, född 9 maj 1953, död 24 maj 2008, var en kanadensisk professionell ishockeyforward som tillbringade två säsonger i den nordamerikanska ishockeyligan National Hockey League (NHL), där han spelade för California Golden Seals. Han producerade en poäng (noll mål och en assist) samt drog på sig 46 utvisningsminuter på nio grundspelsmatcher.
Greig spelade också för Calgary Cowboys, Cincinnati Stingers och Indianapolis Racers i World Hockey Association (WHA); Salt Lake Golden Eagles i Western Hockey League (WHL); Salt Lake Golden Eagles och Dallas Black Hawks i Central Hockey League (CHL); Flint Generals, Dayton Gems och Toledo Goaldiggers i International Hockey League (IHL) samt Medicine Hat Tigers och Vancouver Nats i Western Canada Hockey League (WCHL).
Han draftades av California Golden Seals i åttonde rundan i 1973 års amatördraft som 114:e spelare totalt.
Efter spelarkarriären höll Greig på med styrkelyft och var ordförande för Canadian Powerlifting Association. Greig innehade världsrekord i marklyft för åldersklasserna 40–44 och 45–50  (World Powerlifting Congress). Den 24 maj 2008 omkom Greig i en bilolycka men hans världsrekord fortfarande består.
Han var bror till Mark Greig och farbror till Ridly Greig.

## Statistik
| 1971–1972   | Drumheller Falcons      | AJHL        | 5  | 0  | 1  | 1  | 6   | —  | — | — | — | —  |
|             | Medicine Hat Tigers     | WCHL        | 17 | 3  | 3  | 6  | 11  | —  | — | — | — | —  |
| 1972–1973   | Vancouver Nats          | WCHL        | 24 | 3  | 3  | 6  | 79  | —  | — | — | — | —  |
| 1973–1974   | California Golden Seals | NHL         | 1  | 0  | 0  | 0  | 4   | —  | — | — | — | —  |
|             | Salt Lake Golden Eagles | WHL         | 13 | 1  | 2  | 3  | 36  | —  | — | — | — | —  |
| 1974–1975   | California Golden Seals | NHL         | 8  | 0  | 1  | 1  | 42  | —  | — | — | — | —  |
| 1975–1976   | Salt Lake Golden Eagles | CHL         | 1  | 0  | 0  | 0  | 11  | —  | — | — | — | —  |
|             | Flint Generals          | IHL         | 10 | 0  | 5  | 5  | 77  | —  | — | — | — | —  |
| 1976–1977   | Calgary Cowboys         | WHA         | 7  | 1  | 1  | 2  | 10  | —  | — | — | — | —  |
|             | Greensboro Generals     | SHL         | 33 | 10 | 14 | 24 | 68  | —  | — | — | — | —  |
|             | Tidewater Sharks        | SHL         | 2  | 0  | 0  | 0  | 2   | —  | — | — | — | —  |
| 1977–1978   | Cincinnati Stingers     | WHA         | 32 | 3  | 1  | 4  | 57  | —  | — | — | — | —  |
| 1978–1979   | Indianapolis Racers     | WHA         | 21 | 3  | 7  | 10 | 64  | —  | — | — | — | —  |
|             | San Diego Hawks         | PHL         | 40 | 15 | 10 | 25 | 168 | —  | — | — | — | —  |
| 1979–1980   | Dayton Gems             | IHL         | 42 | 12 | 17 | 29 | 112 | —  | — | — | — | —  |
|             | Toledo Goaldiggers      | IHL         | 10 | 2  | 6  | 8  | 2   | 1  | 0 | 0 | 0 | 0  |
| 1980–1981   | Salem Raiders           | EHL         | 58 | 20 | 32 | 52 | 213 | 6  | 2 | 2 | 4 | 2  |
| 1981–1982   | Dallas Black Hawks      | CHL         | 9  | 0  | 3  | 3  | 10  | —  | — | — | — | —  |
|             | Salem Raiders           | ACHL        | 37 | 12 | 20 | 32 | 212 | 11 | 1 | 6 | 7 | 28 |
| 1982–1983   | Virginia Raiders        | ACHL        | 35 | 8  | 16 | 24 | 133 | —  | — | — | — | —  |
|             | Carolina Thunderbirds   | ACHL        | 11 | 4  | 5  | 9  | 44  | —  | — | — | — | —  |
| 1983–1984   | Pinebridge Bucks        | ACHL        | 37 | 12 | 12 | 24 | 206 | 5  | 0 | 2 | 2 | 49 |
| NHL totalt  | NHL totalt              | NHL totalt  | 9  | 0  | 1  | 1  | 46  | —  | — | — | — | —  |
| WHA totalt  | WHA totalt              | WHA totalt  | 60 | 7  | 9  | 16 | 131 | —  | — | — | — | —  |
| CHL totalt  | CHL totalt              | CHL totalt  | 10 | 0  | 3  | 3  | 21  | —  | — | — | — | —  |
| IHL totalt  | IHL totalt              | IHL totalt  | 62 | 14 | 28 | 42 | 191 | 1  | 0 | 0 | 0 | 0  |
| WCHL totalt | WCHL totalt             | WCHL totalt | 41 | 6  | 6  | 12 | 90  | —  | — | — | — | —  |